# 9-cm-Feldkanone M.75
Die 9-cm-Feldkanone M.75, später 9-cm-Feldkanone M.75/96, war eine Feldkanone der Österreichisch-Ungarischen Artillerietruppe, welche vor dem Ersten Weltkrieg entwickelt und in diesem eingesetzt wurde.

## Entwicklung
Nach dem Krieg zwischen Frankreich und Deutschland in den Jahren 1870/1871 versuchte Österreich-Ungarn die Modernisierung der bereits veralteten Waffen auf Basis der Bronzeläufe. Da die Versuche zur Modernisierung der Rohre und die Nutzung neuer Granaten mit höherer Reichweite und stärkeren Treibladungen allerdings fehlschlugen, verwarf man diese Idee. Stattdessen erwog die Armee den Kauf der deutschen 9-cm-Kanone C/73 von Krupp.
Um die Schmach der nicht eigenen Kanonen abzuwenden, stellte Feldmarschallleutnant Franz von Uchatius ein neues Verfahren zur Herstellung von belastbareren Bronzeläufen vor, sogenannte Stahlbronze. Dadurch konnte Österreich-Ungarn ein eigenes Geschütz mit der Bezeichnung 9-cm-Feldkanone M.75 herstellen.
Da Krupp einen Großteil der Entwicklung und Finanzen beisteuerte, kam es zu einem Handelsstreit zwischen den beiden Nationen. Krupp forderte Entschädigungen, was Österreich-Ungarn aber nicht einsah, da sie es als eigenes Geschütz deklarierten. Die Streitigkeiten wurden später beigelegt und ein Teil als Entschädigung gezahlt.

## Technische Beschreibung

### M.75
Die 9-cm-Feldkanone M.75 hatte ein Geschützrohr aus Bronzestahl und war ein Hinterlader. Die Konstruktion ähnelte stark der deutschen 9-cm-Kanone C/73. Da das Geschützrohr keine Rückstoßbremse besaß, wurde beim Feuern das gesamte Geschütz fünf bis acht Meter zurückgestoßen. Um dies zu vermeiden, wurde es mit einer Spatenbremse ausgerüstet. Damit konnte das Geschütz im Boden verankert werden und der Rückstoß verringerte sich auf 80 Zentimeter.

### M.75/96

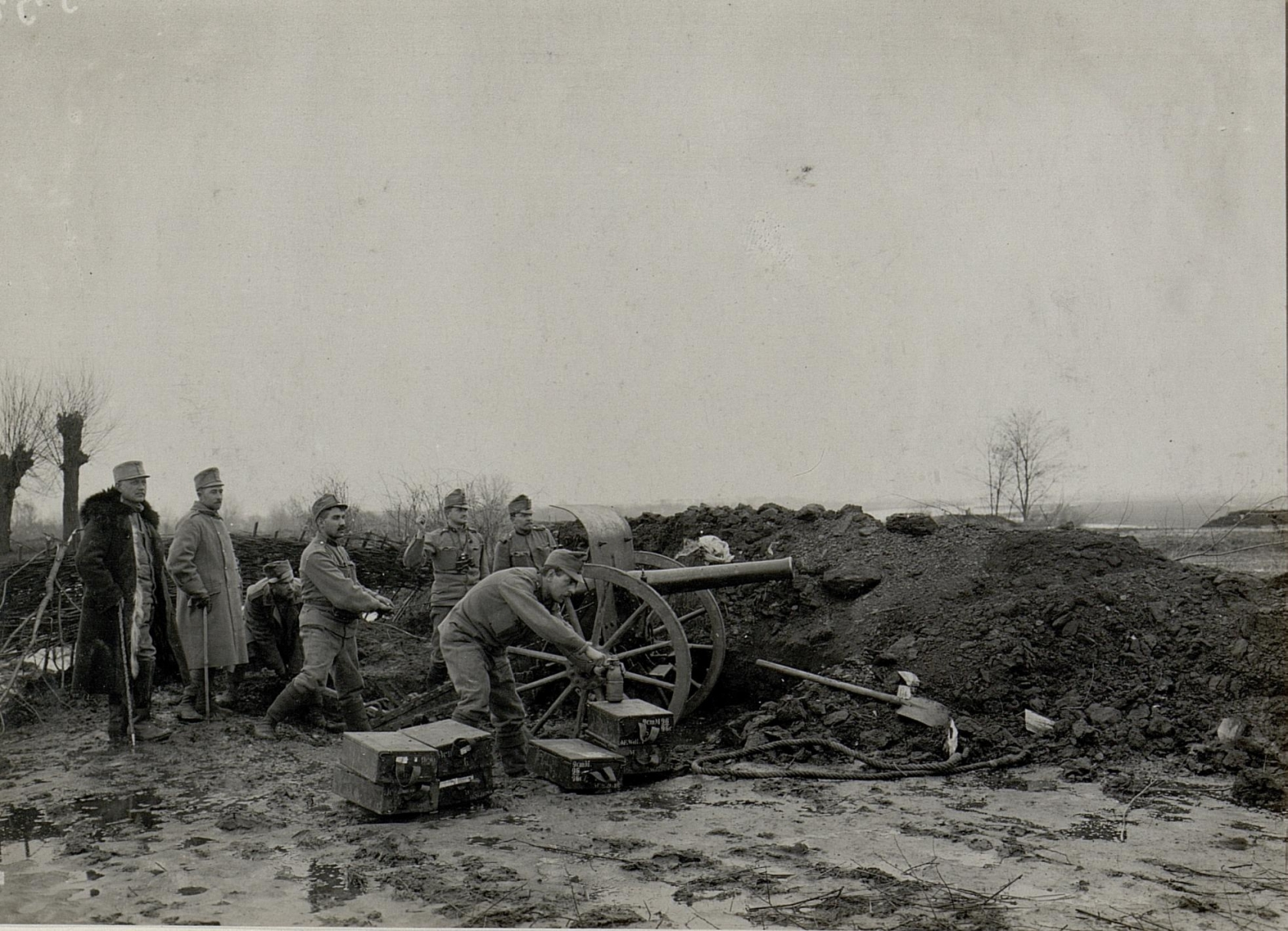
9-cm-Feldkanone M.75/96 mit ausgerüstetem Schild

1896 wurden alle Feldkanonen modifiziert und verbessert. Aus Kostengründen wurde bei der modernisierten Version allerdings das Geschützrohr aus Bronze weiter genutzt. Dieses wurde jedoch verstärkt, um den neuen und stärkeren Treibmitteln standhalten zu können. Um Fehlzündungen bei geöffnetem Verschluss zu vermeiden, wurde eine Zündlochverriegelung hinzugefügt.
Nach dem Ausbruch des Ersten Weltkrieges wurde viele Geschütze mit einem Schild ausgerüstet. Damit sollte die Bedienmannschaft von Beschuss durch Handwaffen und Splittern geschützt werden.

### M.75/4
Um Stellungen und Festungen im Gebirge und an den Fronten mit festen Geschützen zu bestücken, begann die österreich-ungarische Armee Geschütze auf speziellen Lafetten aufzustellen. Darunter auch die 9-cm-Feldkanone M.75, welche ein neues Rohr mit der Bezeichnung M.75/4 erhielt. Die gesamte Kanone wurde als 9-cm-Kanone M.4 bezeichnet und hauptsächlich in Kasematten und auf offenen Plattformen eingesetzt. Das Geschützrohr war ein Stahlbronzerohr und verfügte über einen Rohrrücklauf und eine Broadwelliderung. Der Verschluss war ein horizontal verbauter Flachkeilverschluss vom Typ M.75/4.
Die Lafette war eine Wiegenlafette, welche aus der Ober- und Unterlafette bestand. Die Oberlafette war im vertikalen Sinne drehbar auf der Unterlafette gelagert. Diese konnte um einen vorn gelegenen Drehpunkt seitlich geschwenkt werden. Die Zahnbögen der Höhenrichtmaschine befanden sich an der Oberlafette, der Antrieb selber an er Unterlafette. Die Brems- und Vorholvorrichtung befanden sich unter der Rohrwiege in einem gemeinsamen Bremszylinder und bestanden aus einer hydraulischen Bremse und einer Vorholfeder.
Das Geschütz stand auf einem Pivotblock aus Beton und war mit Ankerschrauben darauf befestigt. Die verwendete Munition bestand aus normalen Granaten, Schrapnellen, Kartätschen und Brandgeschossen.

## Einsatz

### Österreich-Ungarn
Die 9-cm-Feldkanone M.75/96 kam an allen Fronten von Österreich-Ungarn zum Einsatz.

### Polen
Nach dem Ende des Ersten Weltkrieges und der Kapitulation von Österreich-Ungarn gelangten mehrere Geschütze nach Polen. Dort wurden sie beim 5. Artillerie-Regiment eingegliedert und im polnisch-sowjetischen Krieg zur Verteidigung von Lemberg eingesetzt.